# فيروفي ديلو ستاتو
سكة حديد الدولة (بالإيطالية: Ferrovie dello Stato)‏ هي مشغل شبكة السكك الحديدية الإيطالية. فيروفي ديلو ستاتو شركة مساهمة عامة تديرها دولة إيطاليا وتمتلك رأس مالها أيضاً.